# Jack Brooksbank
Jack Christopher Stamp Brooksbank (3 de maig de 1986) és un empresari del vi i membre de la família reial britànica com espòs de la princesa Eugènia del Regne Unit, neta de la reina Isabel II del Regne Unit.

## Vida primerenca
Jack Christopher Stamp Brooksbank va néixer el 3 de maig de 1986. És el fill gran de George Edward Hugh Brooksbank, un comptable, i la seva dona Nicola Newton. Brooksbank és tàtara-tàtara-tàtara-tàtara-tàtara-nét de Stamp Brooksbank, membre del Parlament Britànic i Governador del Banc d'Anglaterra des de 1741 a 1743 i va representar a Saltash i Colchester a la Cambra dels Comuns. També és tàtara-tàtara-nét de Sir Edward Clitherow Brooksbank, 1 °. de Healaugh Manor. El seu avi patern, el capità Stamp Godfrey Brooksbank va ser majordom del rei Jordi VI del Regne Unit i de la reina Isabel II del Regne Unit. El seu tàtara-tàtara-avi va ser Thomas Coke, 2n. comte de Leicester. A través dels comtes de Leicester descendeix dels reis Eduard III i Jaume II. Té un germà menor, Thomas.

## Educació i Carrera
Brooksbank va ser educat en el Stowe School a Buckinghamshire. Va estudiar a la Universitat de Bristol. Brooksbank va ser l'administrador de Mahiki, un club de contactes a Mayfair freqüentat pels cosins de la seva dona, els prínceps Guillem i Enric en la seva joventut. Ara és ambaixador de la marca de tequila Casamigos.

## Matrimoni
El 2011, Brooksbank va començar una relació amb la princesa Eugènia del Regne Unit, la filla menor del príncep Andreu de York i Sarah Ferguson. El 22 de gener de 2018, l'oficina del duc de York al Palau de Buckingham va anunciar el seu compromís.
A l'abril de 2018, es parella es va traslladar des de la seva residència al Palau de Saint James a Ivy Cottage, situat al Palau de Kensington.
Les seves noces va tenir lloc el 12 d'octubre de 2018 a la Capella de Sant Jordi. La premsa va especular que a Brooksbank se li atorgaria el títol de "Comte de Northallerton", però no va ser així a causa de la negativa que els plebeus que es casen amb princeses rebin títols. Sota certes circumstàncies, la reina podria atorgar-li en el futur un títol a Brooksbank.